# Urlați
Urlați es una ciudad con estatus de oraș de Rumania en el distrito de Prahova.

## Geografía
Se encuentra a una altitud de 138 m s. n. m. a 92 km de la capital, Bucarest.

## Demografía
Según estimación 2012 contaba con una población de 11 017 habitantes.
| 1948  | 1956  | 1966  | 1977   | 1992   | 2002   | 2012   |
| 6 661 | 8 658 | 9 145 | 10 654 | 12 309 | 11 776 | 11 017 |